# Ville (tecknad serie)
Ville är en svensk tecknad serie av Jan Lööf. Den publicerades ursprungligen som följetong i tidskriften Vi 1975–1976, och därefter utgavs den i albumformat på Carlsen/if.

## Handling
Huvudperson är den arbetslöse författaren Ville som kontaktas av rymdvarelser. De använder honom som "språkrör" (han får själv spela utomjording och lånar ett flygande tefat) för att få jordens ledare att tänka mer på planetens framtid. Han inleder samtal med den dåvarande svenske statsministern Olof Palme. Men en amerikansk agentgrupp tror att det hela rör sig om en kommunistisk bluff och kidnappar kung Carl XVI Gustaf för att sätta press på utomjordingarna. Även Palme tas tillfånga av amerikanerna.
En sidofigur är en man från rymden, ett barn som var 56 år men född för 1365 år sedan. Den bildmässiga inspirationen för figuren är hämtad från Carl Johan De Geer; De Geer och Lööf hade några år tidigare samarbetat i produktionen av Tårtan.

## Utgivning och mottagande
Serien publicerades ursprungligen i tidningen Vi under 1975 och 1976. Den kom 1977 ut som album på Carlsen, med nyutgåva 1993. Dessutom ingår den som del i del 1 av samlingsutgåvan Jan Lööfs serier (2008), utgiven på Kartago förlag. Albumet utgavs även av Carlsens systerförlag i Danmark och Västtyskland 1976 respektive 1977.
Olof Palme sade upp sin prenumeration på Vi med anledning av serien. Bilden av Olof Palme är dock inte elak. Jan Lööf har ritat honom i en lätt karikerad stil men framställer honom som dels en duglig politiker, dels en effektiv James Bond-liknande superhjälte. Kungen däremot ska enligt artikel i Vi ha tyckt att det hela var roligt.

## Utgivning
- Svenska:
  - 1975–1976: följetong i tidningen Vi
  - 1977: Ville, album hos Carlsen/if, ISBN 91-510-0971-4
  - 2008: i Jan Lööfs serier, vol. 1, Kartago förlag, ISBN 978-9189632-943
- Danska:
  - 1976: Ville, Carlsen/if
  - 2011: i Jan Lööfs serier vol. 1, forlaget Cobolt, ISBN 9788770854238
- Tyska:
  - 1977: Ville und Palme und SM[a], Carlsen Verlag, ISBN 9783551018496